# Lliga Liberal de Luxemburg
Lliga Liberal de Luxemburg (luxemburguès Liberal Liga) fou un partit polític luxemburguès, actiu entre 1904 i 1925, predecessor del Partit Democràtic, un dels tres partits més importants fins a la Segona Guerra Mundial.
Durant la primera dècada de la seva existència va donar suport al govern del primer ministre Paul Eyschen. El 1908 va formar aliança amb els socialistes, i va mantenir enfrontaments amb el Partit de la Dreta pel secularisme. Durant la Primera Guerra Mundial va perdre bona part del seu electorat, que va anar al Partit de la Dreta. Cap a la dècada dels 20 esclataren les rivalitats entre l'ala progressista i conservadora del partit, que el van fer desaparèixer el 1925.

## Història
Fou fundat el 1904 com a formalització de l'aliança ideològica descentralitzada que ja existia a la Cambra dels Diputats, sota el lideratge del liberalista clàssic Robert Brasseur, i que va rebre el suport de la classe mitjana i d'alguns empresaris. Nogensmenys, el 1908 va formar junt al Partit Socialista (fundat el 1902) el Bloc d'Esquerra a Esch-sur-Alzette, amb la finalitat d'assegurar i estendre el secularisme a l'estat, cosa que es va veure com un atac a l'Església catòlica. La secularització del sistema escolar fou un dels temes vitals a les eleccions de 1908, 1911 i 1912.
Els liberals foren la força dominants, i Paul Eyschen fou primer ministre durant setze anys, tot i que no n'era membre, com tampoc ho eren cap dels seus ministres. A la mort d'Eyschen el 1915 es podria haver produït el col·lapse del partit durant el mandat dels seus successors Mathias Mongenast i Victor Thorn, però va mantenir encara la seva força fins i tot després de l'ocupació alemanya. Però, després, tota una sèrie d'esmenes constitucionals, com la introducció del sufragi femení, els van minar la base electoral, que passà als conservadors, excepte a Ciutat de Luxemburg i altres ciutats.
Això, i la pèrdua de la vella guàrdia, van provocar la divisió del partit, entre els clàssics liberals (Robert Brasseur) i els joves progressistes (Gaston Diderich). Un diputat trànsfuga procedent dels socialistes se'ls va unir, formant un grup "radical-socialista" que va qüestionar el lideratge de Brasseur.
El 1925, finalment, el partit es va trencar i el va succeir el Partit Radical Socialista, Esquerra Liberal i Partit Radical, que el 1932 es van reunificar en el Partit Radical Liberal, que fou el nucli del Partit Democràtic de la postguerra.